# Autumn Sky
Autumn Sky is de achtste studioalbum van Blackmore's Night en is gewijd aan de dochter van Ritchie Blackmore en Candice Night, Autumn Esmerelda Blackmore.

## Nummers
1. "Highland " – 5:46
2. "Vagabond (Make a Princess of Me)" – 5:23
3. "Journeyman (Vandraren)" – 5:41
4. "Believe in Me" – 4:26
5. "Sake of the Song" – 2:52
6. "Song and Dance" – 1:59
7. "Celluloid Heroes" – 5:27
8. "Keeper of the Flame" – 4:41
9. "Night at Eggersberg" – 2:16
10. "Strawberry Girl" – 4:05
11. "All the Fun of the Fayre" – 3:56
12. "Darkness" – 3:26
13. "Dance of the Darkness" – 3:33
14. "Health to the Company" – 4:16
15. "Barbara Allen" - 3:46